# Apolinar de Valence
Apolinar († c. 524) fue obispo de Valence de finales del siglo V y comienzo del siglo VI, santo católico y patrón de la diócesis de Valence.

## Biografía

### Orígenes
Apolinar (Apollinaris) probablemente nació alrededor del año 453, en la ciudad de Vienne, en la Galia romana. Hijo de Hesiquio de Vienne, magistrado (senador), después obispo metropolitano de Vienne, y de Audentia. Hermano de Avito, obispo metropolitano de Vienne.
Podría estar comparado con Sidonio Apolinar (Gaius Sollius Apollinaris Sidonius), o incluso con el emperador romano Avito.

### Vida sacerdotal
Apolinar aparece en la sede diocesana de Vienne entre el 491 (antes del 492) y el 523/524.
Estuvo presente en el Concilio de Épaona de 517, organizado por su hermano el arzobispo Avito, luego en el Concilio de Lyon, alrededor de 518-523.
Apolinar murió, según el Regeste dauphinois (1912), el 5 de octubre de 520.

## Culto
San Apolinar es el patrón de la nueva diócesis de Valence, se celebra el 5 de octubre.